# Долговичский сельсовет
Долговичский сельсовет — упразднённая административная единица на территории Мстиславского района Могилёвской области Белоруссии. Сельсовет упразднён 28 ноября 2017 года, населённые пункты включены в состав Ракшинского сельсовета.

## Состав
Долговичский сельсовет включал 4 населённые пункта:
- Андраны — агрогородок.
- Долговичи — деревня.
- Мальковка — деревня.
- Тыща — деревня.